# Le Tombeur (film, 1970)
Pour les articles homonymes, voir Le Tombeur.
Pour plus de détails, voir Fiche technique et Distribution.
Le Tombeur (The Man Who Had Power Over Women) est une comédie britannique réalisée par John Krish et sortie en 1970.

## Synopsis
Peter Reaney est un imprésario prospère qui gère le chanteur pop Barry Black, un client difficile. Angela, la femme négligée de Peter, le quitte en emportant la majeure partie de leur argent, et il entame une liaison avec Jody, la femme de son meilleur ami Val.
Peter découvre que Black a mis enceinte une de ses admiratrices, Mary Gray, et est choqué que son agence organise un avortement clandestin.
Lorsque Jody et Peter vont voir Val pour lui annoncer leur liaison, ils le trouvent au lit avec Francis, l'ami de Jody. Le lendemain, Val meurt dans un accident. Jody et Peter décident de rester ensemble.
Peter apprend que Mary est morte. Il démissionne de son travail et agresse Black devant une foule de ses admirateurs.

## Fiche technique
- Titre français : Le Tombeur ou L'Homme qui ensorcelait les femmes [1]
- Titre original anglais : The Man Who Had Power Over Women[2]
- Réalisation : John Krish
- Scénario : Chris Bryant (en), Allan Scott
- Photographie : Gerry Turpin
- Montage : Thom Noble
- Musique : Johnny Mandel
- Production : Judd Bernard (en)
- Société de production : Kettledrum Films
- Pays de production :  Royaume-Uni
- Langue originale : anglais britannique
- Format : couleurs - 1,66:1 - Son mono - 35 mm
- Genre : comédie
- Durée : 89 minutes
- Date de sortie :
  - États-Unis : 12 août 1970
  - France : 15 septembre 1971

## Distribution
- Rod Taylor : Peter Reaney
- Carol White : Jody Pringle
- James Booth : Val Pringle
- Penelope Horner : Angela Reaney
- Charles Korvin : Alfred Felix
- Alexandra Stewart : Frances
- Keith Barron : Jake Braid
- Clive Francis : Barry Black
- Marie-France Boyer : Maggie
- Magali Noël : Mme Franchetti
- Geraldine Moffat : Lydia Blake
- Wendy Hamilton : Mary Gray
- Ellis Dale : Norman
- Philip Stone : le père d'Angela
- Matthew Booth (en) : Mark Pringle
- Sara Booth : Sarah Pringle
- Virginia Clay : Mme Pringle
- Jimmy Jewel : M. Pringle
- Diana Chance : strip-teaseuse
- Patrick Durkin : Herbie
- Paul Farrell : le père de Reaney
- Geoffrey Hughes (en) : policier
- Valerie Leon : Glenda
- Ruth Trouncer : Mme Gray
- Jacki Piper : réceptionniste

## Production
Le réalisateur original était Silvio Narizzano, qui a quitté le projet avant le tournage. Mécontents des changements apportés par la suite, les scénaristes Chris Bryant (en) et Allan Scott ont demandé que leurs noms soient retirés du film.